# Bóreas y Helios

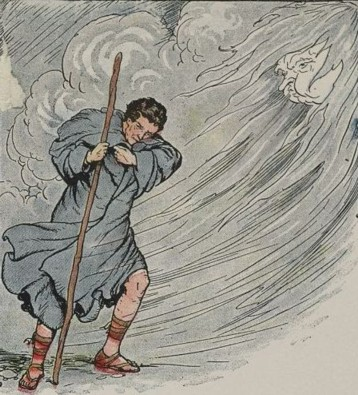

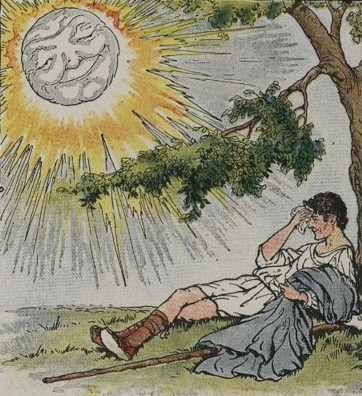

Bóreas y Helios es una de las fábulas de Esopo. 

## Argumento
Se suscitó una discusión entre Bóreas (el viento del norte) y Helios (el sol) para decidir cual era más fuerte, cuando pasó un viajero envuelto en una capa. Se pusieron de acuerdo en que aquel que primero pudiera obligar al viajero a que se quitara la capa sería considerado el más fuerte. Entonces Bóreas comenzó a soplar con mucha furia, pero cuanto más soplaba, más agarraba su capa el viajero, e incluso se puso otro manto por encima hasta que Bóreas desistió. Entonces Helios brilló con moderación, hasta que el hombre se quitó el vestido que llevaba de más, y luego aumentó más sus rayos hasta que el hombre no pudo soportarlo y se desnudó para ir a bañarse al río. 
La moraleja es que, a menudo, la persuasión es mejor método que la fuerza para conseguir los objetivos.

## Uso en lingüística
En el Manual de la Asociación Fonética Internacional se empleó esta fábula para ilustrar el modo de transcribir fonéticamente diferentes idiomas mediante el Alfabeto Fonético Internacional y también se ha usado para la lingüística comparativa.